# SG Sonnenhof Großaspach
SG Sonnenhof Großaspach is een Duitse voetbalclub uit Aspach, in de deelstaat Baden-Württemberg.
De club werd op 25 augustus 1994 opgericht na een fusie tussen Spvgg Großaspach en FC Sonnenhof Kleinaspach. De club heeft ongeveer 1300 leden en ook een atletiek-, een tafeltennis- en een bowlingafdeling.

## Geschiedenis
In 2009 promoveerde de club naar de Regionalliga Süd. Het stadion van Großaspach voldeed echter niet aan de eisen van de Regionalliga. In het eerste seizoen werd er daardoor uitgeweken naar het stadion in Heilbronn. Door deze nieuwe eisen werd Sportpark Fautenhau in 2009 omgebouwd tot een nieuw stadion voor 10 000 toeschouwers, de Comtech-Arena. In 2011 werd de bouw van het stadion voltooid.
Het lukte de club uit het noordoosten van Baden-Württemberg meerdere seizoenen kans te hebben op promotiewedstrijden, maar telkens liep Großaspach de prijzen mis. In het seizoen 2013/2014 lukte dat wel, want het werd kampioen in de Regionalliga Südwest. Großaspach werd in de promotiewedstrijden gekoppeld aan de beloften van VfL Wolfsburg. Thuis werd er met 0-0 gelijkgespeeld, maar uit werd met 0-1 gewonnen. Daarom promoveert SG Sonnenhof Großaspach voor de eerste keer in de historie naar de 3. Liga. Na zes seizoenen met wisselend succes deed de club in 2020 weer een stapje terug.

## Erelijst
- Regionalliga Südwest (IV): 2014
- Oberliga Baden-Württemberg (V): 2009
- Verbandsliga Württemberg (V): 2005
- Landesliga Württemberg (VI): 2002
- Württemberg Beker: 2009

## Recente seizoenen
| Seizoen | Competitie                     | Niveau | Eindstand | DFB-Pokal | Opmerking                                                                 |
| ------- | ------------------------------ | ------ | --------- | --------- | ------------------------------------------------------------------------- |
| 1994/95 | Landesliga Württemberg Groep 1 | VI     | 4         | --        |                                                                           |
| 1995/96 | Landesliga Württemberg Groep 1 | VI     | 2         | --        |                                                                           |
| 1996/97 | Landesliga Württemberg Groep 1 | VI     | 4         | --        |                                                                           |
| 1997/98 | Landesliga Württemberg Groep 1 | VI     | 2         | --        |                                                                           |
| 1998/99 | Landesliga Württemberg Groep 1 | VI     | 2         | --        |                                                                           |
| 1999/00 | Landesliga Württemberg Groep 1 | VI     | 4         | --        |                                                                           |
| 2000/01 | Landesliga Württemberg Groep 1 | VI     | 2         | --        |                                                                           |
| 2001/02 | Landesliga Württemberg Groep 1 | VI     | 1         | --        |                                                                           |
| 2002/03 | Verbandsliga Württemberg       | V      | 8         | --        |                                                                           |
| 2003/04 | Verbandsliga Württemberg       | V      | 8         | --        |                                                                           |
| 2004/05 | Verbandsliga Württemberg       | V      | 1         | --        |                                                                           |
| 2005/06 | Oberliga Baden-Württemberg     | IV     | 14        | --        |                                                                           |
| 2006/07 | Oberliga Baden-Württemberg     | IV     | 13        | --        |                                                                           |
| 2007/08 | Oberliga Baden-Württemberg     | IV     | 10        | --        | herinvoering van de Regionalliga (III)                                    |
| 2008/09 | Oberliga Baden-Württemberg     | V      | 1         | --        | winnaar WFV-Pokal > SpVgg 07 Ludwigsburg: 1-0                             |
| 2009/10 | Regionalliga Süd               | IV     | 12        | 1e ronde  | < VfB Stuttgart: 1-4                                                      |
| 2010/11 | Regionalliga Süd               | IV     | 14        | --        |                                                                           |
| 2011/12 | Regionalliga Süd               | IV     | 2         | --        | finalist WFV-Pokal > 1. FC Heidenheim 1846: 0-2                           |
| 2012/13 | Regionalliga Südwest           | IV     | 4         | 1e ronde  | < FSV Frankfurt: 1-2                                                      |
| 2013/14 | Regionalliga Südwest           | IV     | 1         | --        | PD-wedstrijden > VfL Wolfsburg II: 0-0 (T) / 1-0 (U)                      |
| 2014/15 | 3. Liga                        | III    | 15        | --        |                                                                           |
| 2015/16 | 3. Liga                        | III    | 7         | --        |                                                                           |
| 2016/17 | 3. Liga                        | III    | 10        | --        |                                                                           |
| 2017/18 | 3. Liga                        | III    | 14        | --        |                                                                           |
| 2018/19 | 3. Liga                        | III    | 15        | --        |                                                                           |
| 2019/20 | 3. Liga                        | III    | 19        | --        |                                                                           |
| 2020/21 | Regionalliga Südwest           | IV     | 19        | --        |                                                                           |
| 2021/22 | Regionalliga Südwest           | IV     | 16        | --        |                                                                           |
| 2022/23 | Oberliga Baden-Württemberg     | V      | 2         | --        | PD-wedstrijden > TuS Koblenz 1-2 (U) / 2-2 (T).                           |
| 2023/24 | Oberliga Baden-Württemberg     | V      | 3         | --        | finalist WFV-Pokal > VfR Aalen: 1-4                                       |
| 2024/25 | Oberliga Baden-Württemberg     | V      | 1         | --        | Winnaar WFV-Pokal > TSG Balingen: 2-0; Ligatopscorer: Fabian Eisele (36). |
| 2025/26 | Regionalliga Südwest           | IV     | .         | 1e ronde  | > Bayer 04 Leverkusen: 0-4                                                |